# Dasychira diaereta
Dasychira diaereta är en fjärilsart som beskrevs av Collenette 1959. Dasychira diaereta ingår i släktet Dasychira och familjen tofsspinnare. Inga underarter finns listade i Catalogue of Life.